# Runmarö kapell

Runmarö kapell är ett kapell som ligger i Djurö, Möja och Nämdö församling i Stockholms stift. Kapellet ägs av Runmarö kapellstiftelse och ligger på ön Runmarö i Stockholms skärgård.

## Kapellet
Redan under slutet av 1700-talet fanns planer på att bygga ett kapell på Runmarö, men det dröjde ända till 1900-talet innan planerna förverkligades. Efter en donation bildades senhösten 1947 Runmarö kapellstiftelse. 1958 invigdes kyrkogården med klockstapel och kyrkklocka.
Kapellet uppfördes av furu efter ritningar av arkitekt Gösta Uddén. Vid midsommartid 1973 invigdes kapellet av kontraktsprost Karl Gustaf Rinder.
Kyrkorummets kor har ett stort fönster mot naturen utanför som får fungera som altartavla.

## Inventarier
- I kapellet finns två votivskepp. Ena skeppet tillkom 1977 och andra skeppet 1978.
- Ett altarkrucifix är tillverkat av Carl Tony Forsberg i Södertälje. Krucifixet består av ett träkors med en Kristusfigur av silver.
- Dopfunten är tillverkad av Carl Tony Forsberg.

### Orgel
- Tidigare användes ett harmonium i kyrkan.
- Orgeln med 3 stämmor byggdes 1992-94 av Gunnar Guhrén.

### Webbkällor
- Djurö, Möja och Nämdö församling informerar